# Hanna Rachel Werbermacher
Hanna Rachel Werbermacher (hebr. חנה רחל ורברמאכר; ur. 1806 we Włodzimierzu Wołyńskim, zm. 1888 w Jerozolimie), zwana Dziewicą z Włodzimierza, (hebr. ha-Betula miLudmir; הבתולה מלודמיר jid. Ludmirer Moyd; די לאדמירער מויד) – jedyna niezależna kobieta-cadyk w historii chasydyzmu.

## Życiorys
Hanna Rachel Werbermacher urodziła się na początku dziewiętnastego wieku we Włodzimierzu Wołyńskim (dawnym mieście królewskim Korony Królestwa Polskiego, położonym wówczas na ziemiach Imperium Rosyjskiego, obecnie na terytorium Ukrainy), jako jedyne dziecko Monesza Werbermachera. Ojciec Hanny Rachel był człowiekiem zamożnym prowadzącym liczne interesy, a przy tym religijnym wyznawcą cadyka Mordechaja Twerskiego, magida z Czarnobyla.
Od wczesnych lat była dzieckiem niezwykle uzdolnionym. Ojciec zadbał o jej edukację, zezwalając na intensywne studia nad wieloma zagadnieniami Talmudu i Tory. Posiadała szczególną wiedzę w zakresie znajomości midraszy hagadycznych i musaru, zyskując sławę kobiety wykształconej i posiadającej cudotwórcze zdolności, w czasie kiedy była jeszcze młodą dziewczyną.
Znaczącą zmianę w jej życiu przyniosła śmierć matki, która doprowadziła ją na skraj choroby a w konsekwencji wywołała u młodej kobiety chęć życia w całkowitym niemal odosobnieniu. W tym okresie oddawała się tylko modlitwie i wizytom na grobie matki. Wówczas też doświadczyła wizji, która zmieniła ją na zawsze, a podczas której, jak twierdziła, otrzymała „nową i podniosłą duszę”. Hanna Rachel zerwała w tym czasie zaręczyny z mężczyzną, w którym od wielu lat była zakochana i przyrzekła sobie nigdy nie wychodzić za mąż.
Po tych wydarzeniach jej sława zyskała znacznie szerszy rozgłos, a sama Hanna Rachel zaczęła wykonywać czynności zarezerwowane dla chasydzkich rabinów. Nie ograniczała się jedynie do zakładania tałesu i tefilinu podczas modlitwy, ale udzielała także porad, przyjmowała wizyty wyznawców oraz kwitlach (jid. קוויטלך), czyli karteczki z prośbami o modlitwę, a także przewodziła tisz, czyli tradycyjnej szabatowej kolacji, którą wyznawcy chasydzcy spędzają ze swoim cadykiem. Po śmierci ojca odmówiła po nim Kadisz (hebr. קדיש). Dzięki odziedziczonemu spadkowi, niezależna finansowo mogła oddać się w pełni modlitwie i obowiązkom religijnym. Założyła także we Włodzimierzu Wołyńskim dom modlitwy.
Z czasem naciski ze strony męskiej części środowiska chasydzkiego na zaprzestanie praktyk religijnych i ślub stawały się coraz silniejsze. Do małżeństwa z innym, uczonym chasydem i przyjęcia tradycyjnej roli żony namówił ją cadyk Mordechaj Twerski, magid z Czarnobyla, którego wyznawcą był jej ojciec. Małżeństwo, które zawarła w wieku ok. 40 lat, nie zostało jednak nigdy skonsumowane i zakończyło się rozwodem. Hanna Rachel wyszła raz jeszcze za mąż, jednak i ten związek zakończył się wkrótce rozwodem.
Po tych wydarzeniach, jej sława znacznie przygasła, a ona sama wyemigrowała (prawdopodobnie w 1859) do Ziemi Izraela i osiedliła się w Jerozolimie (leżącej wówczas na terytorium Imperium Osmańskiego). Tam ponownie zyskała sławę kobiety uczonej, w konsekwencji czego zgromadziła grupę zwolenników, wśród których dominowały kobiety (również arabskiego pochodzenia). Wyznawcy Dziewicy z Ludomiru mieli zbierać się w szabat, by wysłuchać jej czytań Tory, zaś z początkiem każdego miesiąca (hebr. Rosz Chodesz ראש חודש), mieli udawać się wspólnie na modlitwy przy grobowcu Racheli.
Po śmierci została pochowana na cmentarzu na Górze Oliwnej, a jej grób przez pewien czas miał być miejscem pielgrzymek małej grupy wyznawców.